# Psammobates tentorius
Psammobates tentorius là một loài rùa trong họ Testudinidae. Loài này được Bell mô tả khoa học đầu tiên năm 1828.

## Hình ảnh

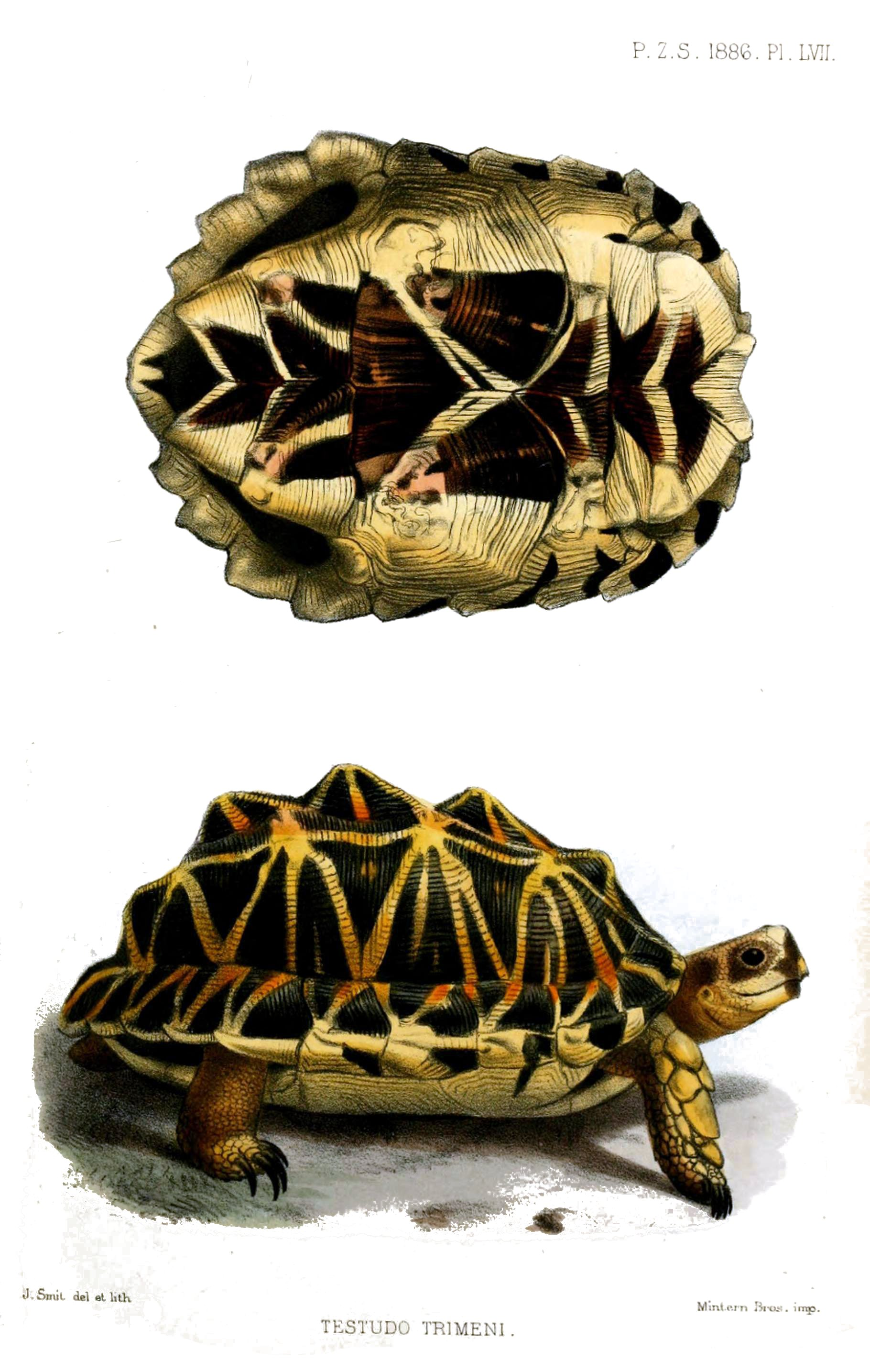
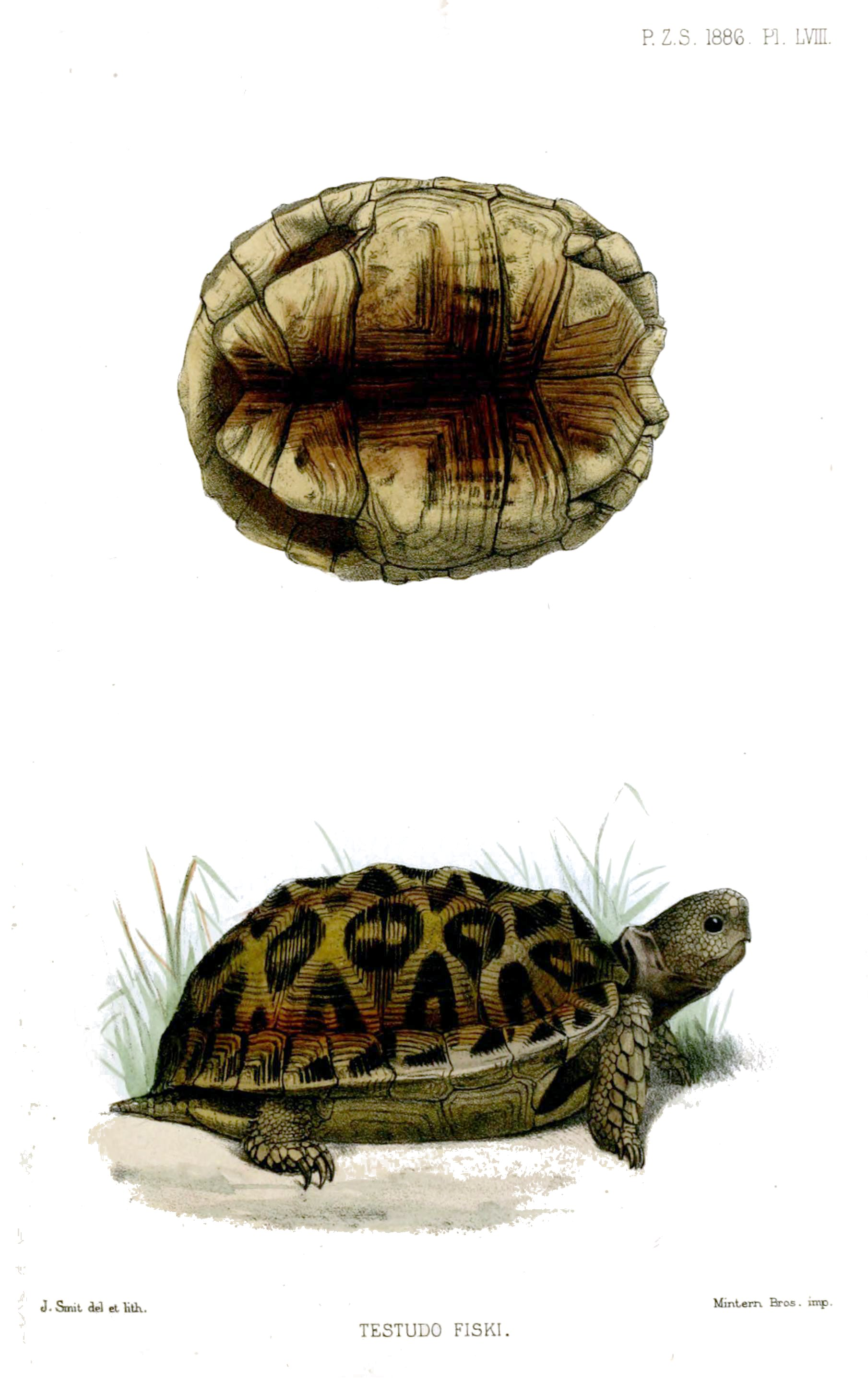